# Klaus Hartmann (Fußballspieler)
Klaus Hartmann (* 29. Oktober 1950) ist ein deutscher ehemaliger Fußballspieler. In den 1970er-Jahren spielte er für die BSG Wismut Aue in der DDR-Oberliga, der höchsten Liga im DDR-Fußball.

## Sportliche Laufbahn
Seine ersten Punktspiele für die BSG Wismut absolvierte Klaus Hartmann in der Saison 1972/73 für die 2. Mannschaft in der zweitklassigen DDR-Liga. Als Stürmer wurde er in 16 der 22 Ligaspiele eingesetzt, kam aber zu keinem Torerfolg. Da Wismut II absteigen musste, verbrachte Hartmann die Spielzeit 1973/74 in der drittklassigen Bezirksliga, verhalf der Mannschaft aber zum sofortigen Wiederaufstieg. 1974/75 war Hartmann in der 2. Mannschaft als Mittelstürmer Stammspieler mit 20 Einsätzen und vier Toren. Daneben wurde er auch schon in zwei Begegnungen der Oberligamannschaft als Einwechselspieler aufgeboten. Zur Saison 1975/76 erschien Hartmann erstmals im Aufgebot der Oberligamannschaft. Dort gelang es ihm jedoch nicht, sich einen Stammplatz zu erobern. In den 26 Oberligaspielen wurde er nur 16-mal eingesetzt, stand aber nur fünfmal in der Startelf und bestritt nur zwei Spiele über die volle Spieldauer. Am 8. Spieltag in der Begegnung Dynamo Dresden – Wismut schoss er bei der 1:5-Niederlage sein erstes Oberligator. Daneben kam er auch noch zweimal in der 2. Mannschaft zum Einsatz. Sein zweites Oberligator erzielte Hartmann in der Saison 1976/77, in der er nur in sieben Oberligaspielen aufgeboten wurde. Nachdem er 1977/78 und 1978/79 nur noch zu fünf bzw. vier Oberligaeinsätzen gekommen war, beendete er anschließend zunächst seine Laufbahn im höherklassigen Fußball. In sechs Spielzeiten war er auf 38 Oberligaeinsätze und zwei Tore sowie auf 38 Spiele in der DDR-Liga mit fünf Torerfolgen gekommen.  
Anschließend spielte er für die BSG Motor Ascota Karl-Marx-Stadt vorerst in der Bezirksliga. Mit ihr stieg er 1981 in die DDR-Liga auf. Als Rechtsaußenstürmer bestritt er 1981/82 16 der 22 Ligaspiele und erzielte vier Tore. Ascota gelang jedoch nicht der Klassenerhalt und stieg umgehend wieder in die Bezirksliga ab. Eine Rückkehr aus der Drittklassigkeit gelangen weder der BSG noch Klaus Hartmann.